# Bal (zabawa)

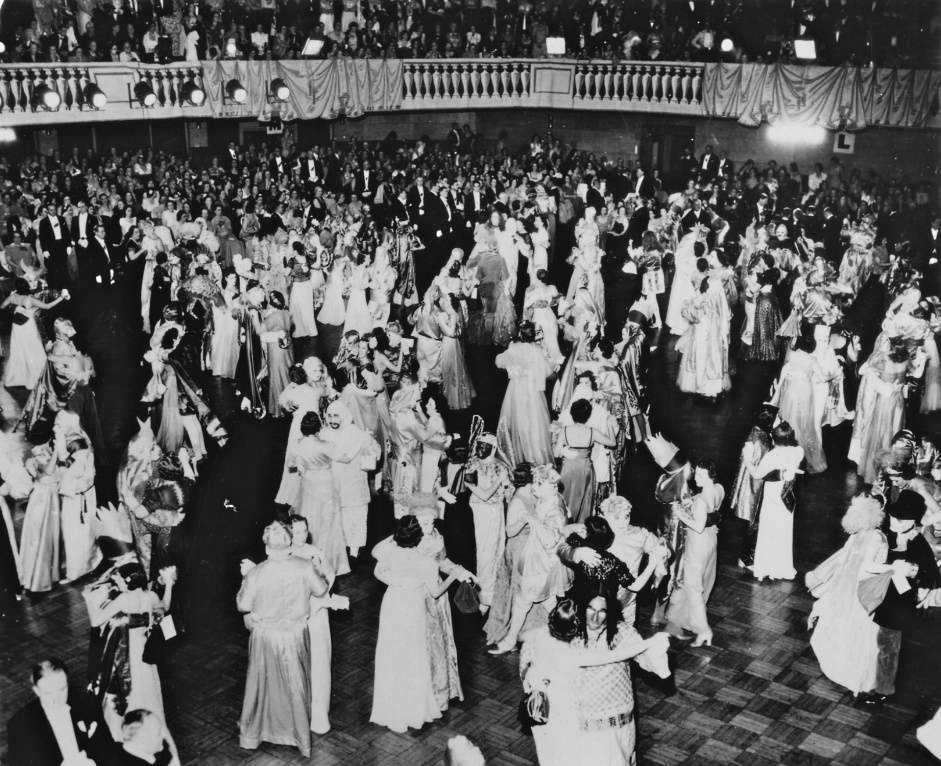
Bal z okazji Mardi Gras w Nowym Orleanie (Lata 30. XX wieku)

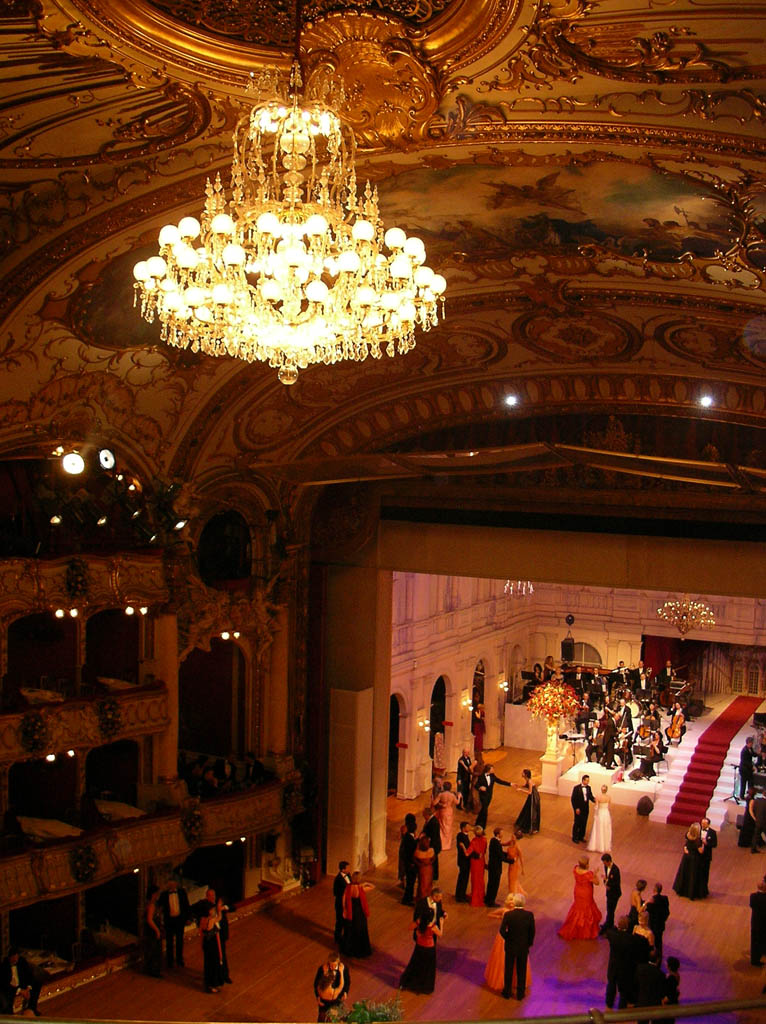
Bal w operze w Grazu (2006)

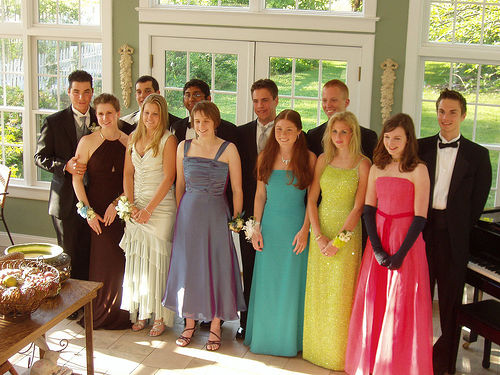
Uczestnicy amerykańskiego balu szkolnego, tzw. prom (2005)

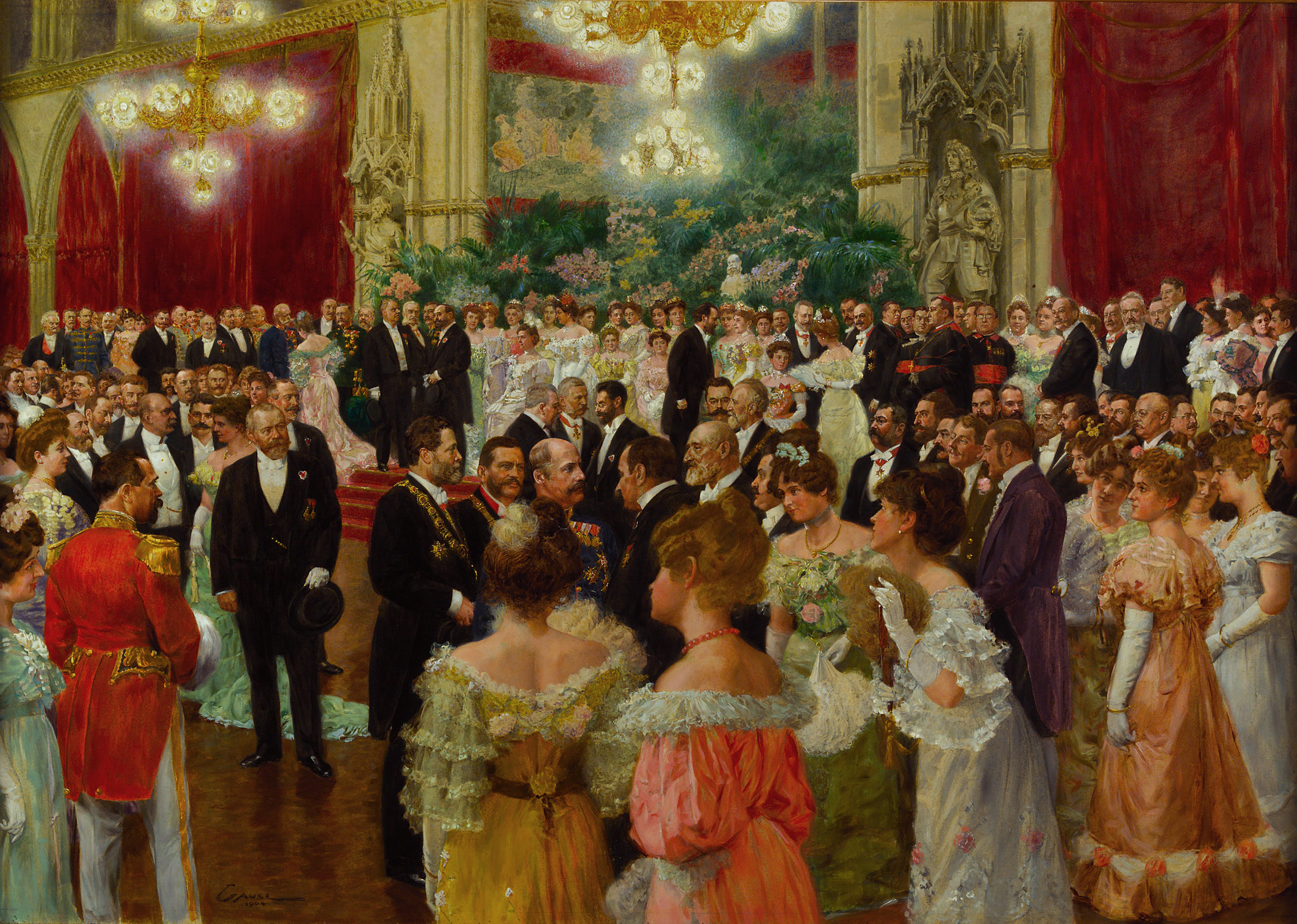
Bal w Ratuszu w Wiedniu (1900)

Bal (z łac. ballare – tańczyć) – zabawa taneczna, zazwyczaj o poważnym charakterze. Bale najczęściej organizuje się w okresie karnawału. Odbywają się wieczorem i mogą trwać do późnych godzin nocnych, a ich większą część stanowi taniec towarzyski.
Wyróżnia się wiele rodzajów takich imprez, m.in.:
- bal kostiumowy i maskowy, zwany także maskaradą; (z wł. mascara ‘maska’, od mascherone ‘morda, pysk’,  fr. mascarade ‘zabawa, której uczestnicy noszą maski’)[2]
- reduta - publiczny bal maskowy, na który nabywano bilety, (z fr. redoute, z wł. ridotta, ridotto)[3]
- bal charytatywny, na który sprzedawano bilety-cegiełki na cele społeczne (na biednych, chorych, inwalidów wojennych etc)
- bal debiutantów
- bal absolwentów

Do typowych elementów klasycznego balu należą:
- obecność wodzireja, czyli osoby odpowiedzialnej za zabawy taneczne i konkursy podczas balu, m.in. kotylion, biorący w nich czynny udział, noszący charakterystyczny pęk wstążek przypięty do ramienia,
- polonez otwierający bal,
- stroje wieczorowe, czyli frak lub smoking dla panów i długa suknia balowa dla pań.

Do rzadko spotykanych dzisiaj elementów tradycyjnych należą:
- mazur tańczony przez gości, w tym biały mazur, po północy,
- karneciki dla pań, w których zapisywano partnerów kolejnych tańców,
- walc figurowy.

## Bale w II RP
W międzywojennej Polsce bale odbywały się przede wszystkim w okresie karnawału. Organizowały je środowiska ziemiańskie, arystokratyczne, wojskowi, dyplomaci i artyści. Największe bale w Warszawie odbywały się w Hotelu Europejskim, Hotelu Bristol, Resursie Kupieckiej, Resursie Obywatelskiej, w salonach Ministerstwa Spraw Zagranicznych i Opery Warszawskiej, a także w Szkole Sztuk Pięknych i oficerskim kasynie garnizonowym w alei Szucha.

## Współczesność
Wyrazem bal określa się dzisiaj, nie do końca słusznie, wszystkie większe imprezy towarzyskie przy muzyce. Po okresie Polski Ludowej powoli odradzają się w Polsce bale w tradycyjnej formule. Organizują je środowiska ziemiańsko–arystokratyczne (Warszawski Bal Debiutantów, Bal Ziemiański) oraz korporacje akademickie (Czarna Kawa Konwentu Polonia i Bal Arkonii). Niektóre elementy tradycyjnego balu występują także w tzw. studniówce, dla młodzieży przygotowującej się do matury.